# 상호 대리 (점성술)
점성술에서 상호 대리(相互 代理, mutual reception)는 두 개의 행성이 서로 다른 별자리의 주인지위를 갖고 있을 때이다. (예를 들면, 수성이 양자리에 있고 화성이 쌍둥이자리에 있는 것이다.) 상호 대리에 있는 각각의 행성은 매우 강하며, 서로를 지원해 준다. 어떤 현대 점성가들은 그것들이 서로 다른 것의 속성을 다소 지닌다고 여긴다.
상호 대리에 있는 행성이라면 무엇이든 그것들의 별자리들과 하우스들을 통과하는 동안에, 출생인에게 역경을 극복할 수 있는 힘을 더한다. 고대의 점성가들은 이 상태를 한 행성이 그것이 주인지위를 가지는 별자리에 있는 다른 행성을 지원해 주는 여러 점성학적 대리 가운데 한 종류로써 "별자리 교환"이라고 불렀다.
그러나, 그러한 원조적 관계가 매우 약화되는 상황들이 있다.:
- 만일 한 행성이 그것의 손상이나 쇠퇴에 있다면, 그것의 주인 별자리에 있는 행성에 대한 충분한 원조력을 갖지 못한다.

- 만일 한 행성이나 두 행성 모두가 상승점 별자리(예: 열두 번째 하우스)와 각을 맺지 않거나, 역행 또는 (태양과 14도 내에서) 연소로 약화된다면, 그것의 약함에 비례하여 대리의 활용도 또한 비슷하게 떨어질 것이다.

- 만일 두 행성이 서로 점성학적 각을 맺고 있지 않다면, 또는, 그것들이 위치한 별자리들이 서로 육분위각이나 삼분위각, 사분위각 또는 충을 맺지 않고 있다면, 그것들 간에 서로 영향을 줄 수 있는 연결고리가 없기 때문에 그것들의 상호 대리 관계는 매우 약할 것이다. 그리고, 두 별자리 사이의 각이 충이라면, 혹은 두 행성이 서로 정 반대편의 별자리에 대한 주인지위를 갖고 있다면, 그러함은 손상에 있는 것과 같으며, 따라서 두 행성 모두 서로를 원조하기에는 너무 약하다.

예를 들어, 천궁도에서 수성이 염소자리에 있고 토성이 처녀자리에 있다면, 그것들의 상호 대리의 효과는 강하다. 왜냐하면, 수성이 토성의 주인지위나 거주지인 염소자리에 있고, 토성은 수성이 주인지위를 갖거나 고양하는 처녀자리에 있기 때문이다. 만일, 그 두 개의 별자리가 서로 삼분위각에 있다면, 강한 작용 관계를 갖는다. 예를 들어, 그러한 배치를 지니는 개인은 조직을 위한 매우 합리적인 사고력과 강직한 습관을 갖고 있으며, 강하고 논리적인 심성을 발휘할 가능성이 크다. 그러한 상호 대리 관계는 조직에 대한 헌신을 위한 토성의 최고 자질과 수성의 정신적 기민함을 야기한다. 게다가, 두 행성간의 통과에 있어서, 통과 행성이 통과 대상 행성의 영향력을 누그러뜨리지만, 상대를 구제하는 능력을 지닌다.
만일, 어떤 사람이 물병자리에 태양과 사자자리에 토성을 갖고 있다면, 태양의 하우스는 토성이 위치해 있는 사자자자리에 있고, 토성은 태양이 위치해 있는 물병자리를 다스리기 때문에, 태양과 토성은 상호대리 관계에 있다. 그러나, 예를 들어, 사자자리와 물병자리는 서로 정반대편에 있기 때문에, 그러한 상호 대리 관계는 약한 가치를 지닐 수도 있다. 그들 자신의 하우스의 정반대편에서 손상의 별자리에 있는 두 행성은 모두 약한 위계를 갖고 있으며, 그러함을 벌중해 줄 또 다른 강력한 요소가 없다면, 그러한 상호대리는 아마도 그 개인의 삶에서 중요한 요소가 되지 못할 것이다.
유사하게, 처녀자리에 있는 금성과 천칭자리에 있는 수성도 상호 대리 관계에 있어서 본질적으로 약하다. 처녀자리에 있는 금성은 쇠퇴에 있으며, 수성이 금성에게 유용할 수도 있는 강한 위치(첫 번째 하우스나 열번째 하우스)에 있다고 해도, 수성에 대한 지원은 미미하다. 그러나, 오히려 처녀자리와 천칭자리는 서로 각을 맺지도 않고 따라서 두 행성이 함께 할 수 있는 용이한 방법도 없는 혐오의 관계에 있기 때문에 그 관계가 약해진다고도 할 수 있다.
행성의 상호 대리는 그것들의 주인지위를 가지는 별자리의 교환에 제한이 없다. 고대와 중세의 점성가들은 서로 고양의 별자리에 있는 행성이 포함된 상호 대리에도 한 힘을 부여한다. 예를 들어, 천궁도에서 황소자리에 있는 달과 게자리에 있는 목성의 경우에, 목성은 게자리에서 고양하고, 달은 황소자리에서 고양하고 있다. 황소자리와 게자리는 서로 육분위각을 맺고 있을 뿐만 아니라, 게자리는 달의 별자리이기 때문에, 그러한 상호 대리 관계는 매우 강력하다. 그러한 배치는 좋은 운과 재능을 지니고 있으며, 매우 관대하고, 어쩌면 신앙심이 깊은 사람을 만들지도 모른다.
고대와 중세의 점성가들은 삼궁과 텀에 의한 상호 대리도 고려했고, 네 가지의 필수 위계와는 다른 전반적인 영향력이 매우 적은 페이스에 의한 상호 대리까지도 염두에 두었다. 게다가, 그들은 "혼합" 상호 대리도 고려했는데, 그것은 예를 들면, 한 행성이 다른 행성의 고양 별자리에 있는 동시에, 후자의 행성이 전자의 행성의 주인 별자리에 있는 것이다.
해왕성과 천왕성 사이의 상호 대리가 있는 날들은 다음과 같았다.:
2009년 7월 10일, 26도 26분.
2009년 10월 5일, 23도 57분.
2010년 4월 13일, 28도 4분.

## 같이 보기
- 점성학적 대리

### 내용주
1. ^ 그러나, 헬레니즘 점성가들에게 있어서, 처녀자리와 천칭자리는 서로 관련성이 있었다. 그것들은 양자리와 천칭자리의 분점 축으로부터 같은 거리에 있는 분점축 대칭이다. 실제로, 그것들은 같은 적경시간을 가진다. 고대인들은 때때로 그 별자리를 "유사상승"에 위치해 있다고 보았으며, 따라서, 그 행성들은 아마도 강하지는 않지만, 삼분위각이나 사분위각 또는 육분위각을 맺는 별자리에 있는 것과 유사하게 더 직접적으로 상호작용하는 관계에 있다고 여겼다. 유사한 관계는 별자리들이 같은 주인행성을 공유하거나, 게자리와 염소자리의 지점 축으로부터 같은 거리에 있는 서로 지점축 대칭에 있을 때이다. 그러한 경우, 해당 행성들은 태양과 달의 하우스 간의 관계와 유사함을 지닌다고 여겨졌다. 그러나, 중세의 점성가들에게 그러한 관계는 상호 대리와 관계없었다.